# Општина Ирапуато (Гванахуато)
Ирапуато (шп. Irapuato) општина је у Мексику у савезној држави Гванахуато. Општина се налази на надморској висини од 1728 м.

## Становништво
Према подацима из 2010. у општини је живело 529440 становника.

### Хронологија
| Година       | 2000                     | 2005                     | 2010                     |
| ------------ | ------------------------ | ------------------------ | ------------------------ |
| Становништво | 440134 (210596 / 229538) | 463103 (220806 / 242297) | 529440 (254784 / 274656) |

### Попис
| \| \| м \| \| \| ж \| \| 0—2 \| 15.592 \| \| \| 15.330 \| \| 3—5 \| 16.192 \| \| \| 15.533 \| \| 6—11 \| 33.745 \| \| \| 32.773 \| \| 12—14 \| 16.980 \| \| \| 16.560 \| \| 15—17 \| 16.404 \| \| \| 16.345 \| \| 18—24 \| 32.902 \| \| \| 35.358 \| \| 60+ \| 19.907 \| \| \| 23.557 \| \| Просек : \| 27,7 \| \| \| 29,1 \| |        |  |  |        |
| |        |  |  |        |
| | м      |  |  | ж      |
| 0—2 | 15.592 |  |  | 15.330 |
| 3—5 | 16.192 |  |  | 15.533 |
| 6—11 | 33.745 |  |  | 32.773 |
| 12—14 | 16.980 |  |  | 16.560 |
| 15—17 | 16.404 |  |  | 16.345 |
| 18—24 | 32.902 |  |  | 35.358 |
| 60+ | 19.907 |  |  | 23.557 |
| Просек : | 27,7   |  |  | 29,1   |

| #   | Индикатор                                                                                        | Вредност |
| --- | ------------------------------------------------------------------------------------------------ | -------- |
| 1   | Становништво од 0 до 2 године                                                                    | 30922    |
| 2   | Мушко становништво од 0 до 2 године                                                              | 15592    |
| 3   | Женско становништво од 0 до 2 године                                                             | 15330    |
| 4   | Становништво са 3 и више година                                                                  | 495687   |
| 5   | Мушко становништво са 3 и више година                                                            | 237787   |
| 6   | Женско становништво са 3 и више година                                                           | 257900   |
| 7   | Становништво са 5 и више година                                                                  | 474567   |
| 8   | Мушко становништво са 5 и више година                                                            | 227019   |
| 9   | Женско становништво са 5 и више година                                                           | 247548   |
| 10  | Становништво са 12 и више година                                                                 | 397444   |
| 11  | Мушко становништво са 12 и више година                                                           | 187850   |
| 12  | Женско становништво са 12 и више година                                                          | 209594   |
| 13  | Становништво са 15 и више година                                                                 | 363904   |
| 14  | Мушко становништво са 15 и више година                                                           | 170870   |
| 15  | Женско становништво са 15 и више година                                                          | 193034   |
| 16  | Становништво са 18 и више година                                                                 | 331155   |
| 17  | Мушко становништво са 18 и више година                                                           | 154466   |
| 18  | Женско становништво са 18 и више година                                                          | 176689   |
| 19  | Становништво од 3 до 5 година                                                                    | 31725    |
| 20  | Мушко становништво од 3 до 5 година                                                              | 16192    |
| 21  | Женско становништво од 3 до 5 година                                                             | 15533    |
| 22  | Становништво од 6 до 11 година                                                                   | 66518    |
| 23  | Мушко становништво од 6 до 11 година                                                             | 33745    |
| 24  | Женско становништво од 6 до 11 година                                                            | 32773    |
| 25  | Становништво од 8 до 14 година                                                                   | 78507    |
| 26  | Мушко становништво од 8 до 14 година                                                             | 39858    |
| 27  | Женско становништво од 8 до 14 година                                                            | 38649    |
| 28  | Становништво од 12 до 14 година                                                                  | 33540    |
| 29  | Мушко становништво од 12 до 14 година                                                            | 16980    |
| 30  | Женско становништво од 12 до 14 година                                                           | 16560    |
| 31  | Становништво од 15 до 17 година                                                                  | 32749    |
| 32  | Мушко становништво од 15 до 17 година                                                            | 16404    |
| 33  | Женско становништво од 15 до 17 година                                                           | 16345    |
| 34  | Становништво од 18 до 24 године                                                                  | 68260    |
| 35  | Мушко становништво од 18 до 24 године                                                            | 32902    |
| 36  | Женско становништво од 18 до 24 године                                                           | 35358    |
| 37  | Женско становништво од 15 до 49 година                                                           | 148265   |
| 38  | Становништво са 60 и више година                                                                 | 43464    |
| 39  | Мушко становништво са 60 и више година                                                           | 19907    |
| 40  | Женско становништво са 60 и више година                                                          | 23557    |
| 41  | Однос између мушкараца и жена                                                                    | 92.76    |
| 42  | Становништво од нуле до 14 година                                                                | 162705   |
| 43  | Становништво од 15 до 64 године                                                                  | 334360   |
| 44  | Становништво од 65 година и више                                                                 | 29544    |
| 45  | Просечан број деце                                                                               | 2.37     |
| 46  | Становништво рођено у ентитету                                                                   | 469224   |
| 47  | Мушко становништво рођено у ентитету                                                             | 225352   |
| 48  | Женско становништво рођено у ентитету                                                            | 243872   |
| 49  | Становништво рођено у другом ентитету                                                            | 53707    |
| 50  | Мушко становништво рођено у другом ентитету                                                      | 26180    |
| 51  | Женско становништво рођено у другом ентитету                                                     | 27527    |
| 52  | Становништво од 5 година и више резидентно у ентитету у јуну 2005. године                        | 455105   |
| 53  | Мушко становништво старосног доба од 5 година и више, резидентно у ентитету у јуну 2005. године  | 215734   |
| 54  | Женско становништво старосног доба од 5 и више година, резидентно у ентитету у јуну 2005. године | 239371   |
| 55  | Становништво од 5 година и више које је живело у другом ентитету у јуну 2005. године             | 11964    |
| 56  | Мушко становништво старије од 5 година које је живело у другом ентитету у јуну 2005. године      | 6120     |
| 57  | Женско становништво старије од 5 година које је живело у другом ентитету у јуну 2005. године     | 5844     |
| 58  | Становништво од 3 године и више које говори аутохтони језик                                      | 1019     |
| 59  | Мушко становништво старо 3 године и више које говори аутохтони језик                             | 564      |
| 60  | Женско становништво старо 3 године и више које говори аутохтони језик                            | 455      |
| 61  | Становништво од 3 године и више које говори аутохтони језик и не говори шпански језик            | 1        |
| 62  | Мушко становништво старо 3 године и више које говори аутохтони језик и не говори шпански         | 0        |
| 63  | Женско становништво старо 3 године и више које говори аутохтони језик и не говори шпански језик  | 1        |
| 64  | Становништво старо 3 године и више које говори аутохтони језик и шпански                         | 533      |
| 65  | Мушко становништво старо 3 године и више које говори аутохтони језик и шпански                   | 306      |
| 66  | Женско становништво старо 3 године и више које говори аутохтони језик и шпански                  | 227      |
| 67  | Становништво од 5 година и више које говори аутохтони језик                                      | 1004     |
| 68  | Становништво од 5 година и више које говори аутохтони језик и не говори шпански језик            | 1        |
| 69  | Становништво од 5 година и више које говори аутохтони језик и говори шпански језик               | 530      |
| 70  | Становништво у домородачким домаћинствима                                                        | 2493     |
| 71  | Становништво са ограничењима у активностима                                                      | 18229    |
| 72  | Становништво са ограниченим ходањем или кретањем, горе или доле                                  | 9988     |
| 73  | Становници са ограничењима вида, чак и уз кориштење сочива                                       | 4810     |
| 74  | Становништво са ограничењима говора, комуникације или конверзације                               | 1471     |
| 75  | Становништво са ограниченим слухом                                                               | 1630     |
| 76  | Становништво са ограничењима при одевању, купању или јелу                                        | 811      |
| 77  | Становништво са ограничењима у опажању или учењу једноставних ствари                             | 959      |
| 78  | Становништво са менталним ограничењима                                                           | 1997     |
| 79  | Становништво без ограничења активности                                                           | 506839   |
| 80  | Становништво од 3 до 5 година које не похађа школу                                               | 14299    |
| 81  | Мушко становништво од 3 до 5 година које не похађа школу                                         | 7358     |
| 82  | Женско становништво од 3 до 5 година које не похађа школу                                        | 6941     |
| 83  | Становништво од 6 до 11 година које не похађа школу                                              | 1600     |
| 84  | Мушко становништво од 6 до 11 година које не похађа школу                                        | 813      |
| 85  | Женско становништво од 6 до 11 година које не похађа школу                                       | 787      |
| 86  | Становништво од 12 до 14 година које не похађа школу                                             | 2897     |
| 87  | Мушко становништво од 12 до 14 година које не похађа школу                                       | 1430     |
| 88  | Женско становништво од 12 до 14 година које не похађа школу                                      | 1467     |
| 89  | Становништво од 15 до 17 година похађа школу                                                     | 20643    |
| 90  | Мушко становништво од 15 до 17 година похађа школу                                               | 10338    |
| 91  | Женско становништво између 15 и 17 година живота у школи                                         | 10305    |
| 92  | Становништво од 18 до 24 године похађа школу                                                     | 16299    |
| 93  | Мушко становништво од 18 до 24 године похађа школу                                               | 8327     |
| 94  | Женско становништво од 18 до 24 године похађа школу                                              | 7972     |
| 95  | Становништво од 8 до 14 година које не може да чита и пише                                       | 2141     |
| 96  | Мушко становништво старосног доба од 8 до 14 година које не може да чита и пише                  | 1251     |
| 97  | Женско становништво старосног доби од 8 до 14 година које не може да чита и пише                 | 890      |
| 98  | Становништво од 15 година и више које је неписмено                                               | 22626    |
| 99  | Мушко становништво од 15 година и више које је неписмено                                         | 7833     |
| 100 | Женско становништво од 15 година и више које је неписмено                                        | 14793    |
| 101 | Становништво старо 15 и више година без школовања                                                | 27276    |
| 102 | Мушко становништво старо 15 и више година без школовања                                          | 10873    |
| 103 | Женско становништво старо 15 и више година без школовања                                         | 16403    |
| 104 | Становништво старосног доба 15 и више година са непотпуним основним образовањем                  | 39984    |
| 105 | Мушко становништво старосног доба од 15 година и више са непотпуном основним образовањем         | 17313    |
| 106 | Женско становништво старосног доба 15 и више година са непотпуном основним образовањем           | 22671    |
| 107 | Становништво старо 15 и више година са комплетним основним образовањем                           | 70511    |
| 108 | Мушко становништво старо 15 година и више са комплетним основним образовањем                     | 30366    |
| 109 | Женско становништво старо 15 и више година са комплетним основним образовањем                    | 40145    |
| 110 | Становништво старосног доба 15 и више година са непотпуним средњим образовањем                   | 20735    |
| 111 | Мушко становништво старосног доба од 15 година и више са непотпуним средњим образовањем          | 11393    |
| 112 | Женско становништво старосног доба од 15 година и више са непотпуним средњим образовањем         | 9342     |
| 113 | Становништво старо 15 и више година са пуним секундарном образовањем                             | 83595    |
| 114 | Мушко становништво старосног доба од 15 година и више са пуним секундарном образовањем           | 40873    |
| 115 | Женско становништво старосног доба од 15 година и више са пуним секундарном образовањем          | 42722    |
| 116 | Становништво старије од 18 година са постосновним образовањем                                    | 109641   |
| 117 | Мушко становништво старије од 18 година са постосновним образовањем                              | 54689    |
| 118 | Женско становништво старије од 18 година са постосновним образовањем                             | 54952    |
| 119 | Просечна оцена школовања                                                                         | 8.46     |
| 120 | Просечан ниво образовања мушке популације                                                        | 8.75     |
| 121 | Просечан ниво образовања женског становништва                                                    | 8.21     |
| 122 | Економски активно становништво                                                                   | 207107   |
| 123 | Економски активна мушка популација                                                               | 136608   |
| 124 | Економски активна женска популација                                                              | 70499    |
| 125 | Становништво које није економски активно                                                         | 188822   |
| 126 | Мушко становништво које није економски активно                                                   | 50335    |
| 127 | Женско становништво које није економски активно                                                  | 138487   |
| 128 | Запослено становништво                                                                           | 196024   |
| 129 | Запослено мушко становништво                                                                     | 127640   |
| 130 | Запослено женско становништво                                                                    | 68384    |
| 131 | Незапослена популација                                                                           | 11083    |
| 132 | Незапослена мушка популација                                                                     | 8968     |
| 133 | Незапослена женска популација                                                                    | 2115     |
| 134 | Становништво без права на здравствене услуге                                                     | 184668   |
| 135 | Становништво које има право на здравствене услуге                                                | 341297   |
| 136 | Становништво које има право на ИМСС                                                              | 195580   |
| 137 | Становништво које има право на социјално осигурање                                               | 29446    |
| 138 | Становништво које има право на државно социјално осигурање                                       | 954      |
| 139 | Становништво које има право на опште осигурање или здравствено осигурање за нову генерацију      | 102181   |
| 140 | Становништво које је било једном или није било у браку током 12 година и више                    | 139895   |
| 141 | Венчано или уједињено становништво од 12 година и више                                           | 226323   |
| 142 | Становништво које је било у браку или уједињено 12 година и више                                 | 30776    |
| 143 | Становништво са католичком религијом                                                             | 487496   |
| 144 | Протестанти, еванђелисти и библијски следбеници различити од еванђелиста                         | 26622    |
| 145 | Становништво са другим религијама различитим од претходних                                       | 353      |
| 146 | Становништво без религије                                                                        | 8628     |
| 147 | Укупно пописаних домаћинства                                                                     | 121028   |
| 148 | Пописна домаћинства на челу са мушкарцима                                                        | 92829    |
| 149 | Пописна домаћинства на челу са женама                                                            | 28199    |
| 150 | Становништво у пописним домаћинствима                                                            | 526070   |
| 151 | Становништво у пописним домаћинствима на челу са мушкарцима                                      | 417191   |
| 152 | Становништво у пописним домаћинствима на челу са женама                                          | 108879   |
| 153 | Укупно домаћинстава                                                                              | 146061   |
| 154 | Укупно насељених домаћинстава                                                                    | 121937   |
| 155 | Укупно приватних кућа                                                                            | 145152   |
| 156 | Насељени приватни домови                                                                         | 121028   |
| 157 | Укупно насељених приватних кућа                                                                  | 121908   |
| 158 | Ненасељене приватне куће                                                                         | 19918    |
| 159 | Појединачна домаћинства за привремену употребу                                                   | 4206     |
| 160 | Становници у насељеним приватним кућама                                                          | 526070   |
| 161 | Насељеност станара у приватним становима                                                         | 4.35     |
| 162 | Просечно становника по соби у приватним насељеним домаћинствима                                  | 1.07     |
| 163 | Појединачна домаћинства са подовима од различитих материјала од земље                            | 116445   |
| 164 | Појединачна домаћинства у приземљу                                                               | 4203     |
| 165 | Појединачна домаћинства са једном спаваћом собом                                                 | 30699    |
| 166 | Појединачна домаћинства са две спаваће собе и више                                               | 90081    |
| 167 | Појединачна домаћинства са једним собом                                                          | 4659     |
| 168 | Појединачна домаћинства са две собе                                                              | 16208    |
| 169 | Појединачна домаћинства са 3 собе и више                                                         | 99755    |
| 170 | Појединачна домаћинства која имају електрично светло                                             | 119836   |
| 171 | Појединачна домаћинства која немају електрично светло                                            | 989      |
| 172 | Појединачна домаћинства која имају водоводну воду у стамбеном простору                           | 115465   |
| 173 | Појединачна домаћинства која немају водоводну воду у стамбеном простору                          | 5228     |
| 174 | Појединачна домаћинства која имају тоалет                                                        | 116090   |
| 175 | Појединачна домаћинства која имају канализацију                                                  | 114173   |
| 176 | Појединачна домаћинства која немају канализацију                                                 | 6377     |
| 177 | Појединачна домаћинства која имају електрично светло, довод воде из јавне мреже и канализацију   | 110089   |
| 178 | Појединачна домаћинства без икаквих услова                                                       | 1156     |
| 179 | Појединачна домаћинства која имају радио                                                         | 100808   |
| 180 | Појединачна домаћинства која имају телевизор                                                     | 117282   |
| 181 | Појединачна домаћинства која имају фрижидер                                                      | 107954   |
| 182 | Појединачна домаћинства која имају машину за веш                                                 | 91569    |
| 183 | Појединачна домаћинства која имају аутомобил или комби                                           | 57680    |
| 184 | Појединачна домаћинства која имају рачунар                                                       | 35316    |
| 185 | Појединачна домаћинства која имају фиксну телефонску линију                                      | 56915    |
| 186 | Појединачна домаћинства која имају мобилни телефон                                               | 77930    |
| 187 | Појединачна домаћинства која имају приступ интернету                                             | 24628    |